# Spergula arvensis
Spergula arvensis, llamada comúnmente esparcilla, es una especie de la familia de las cariofiláceas

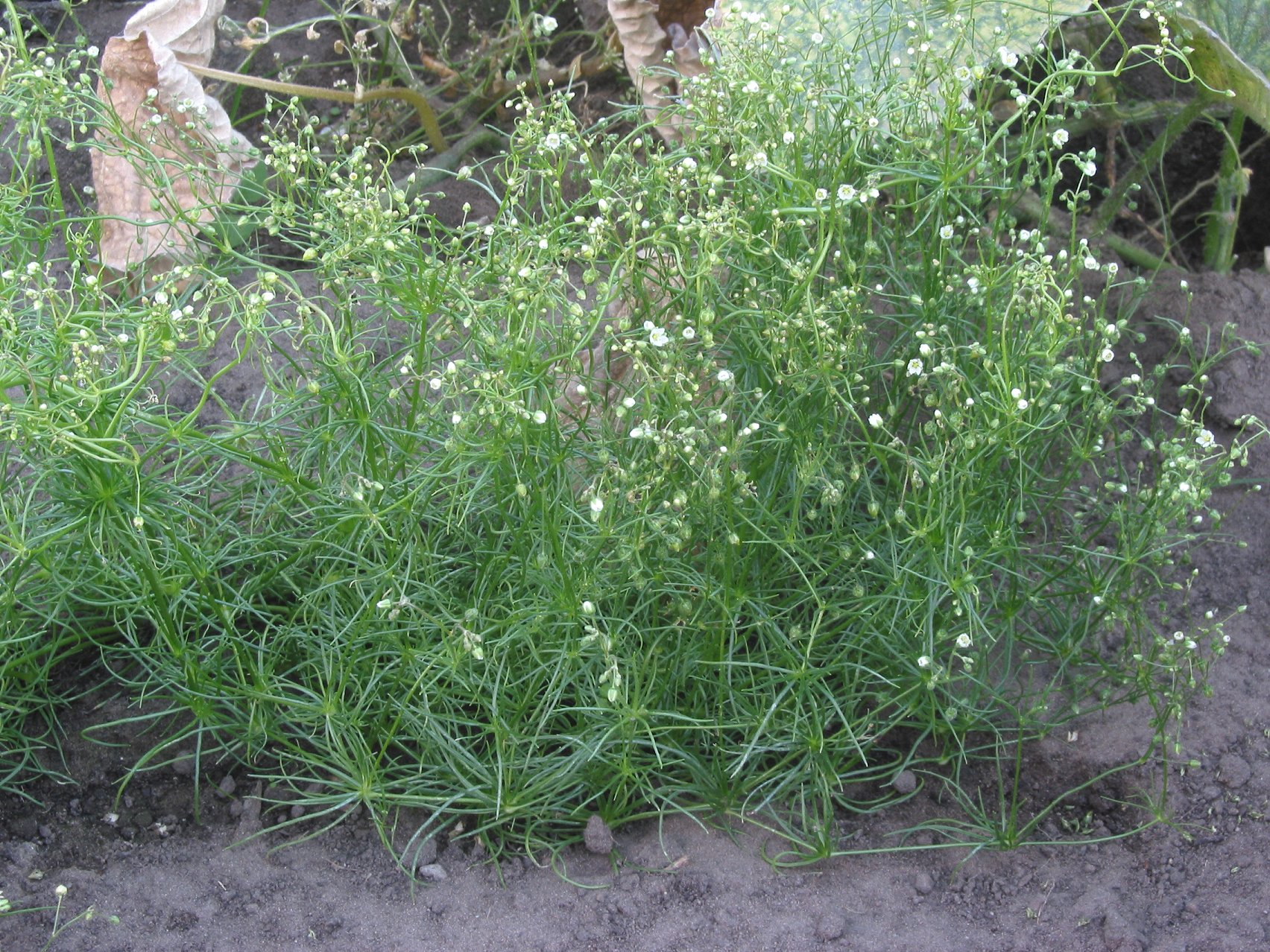
Hábito

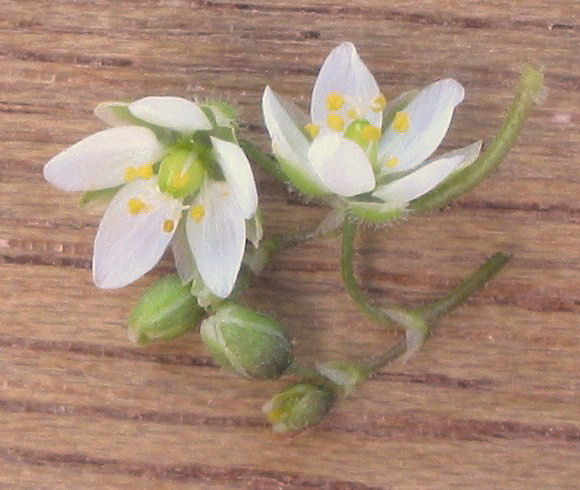
Detalle de las flores

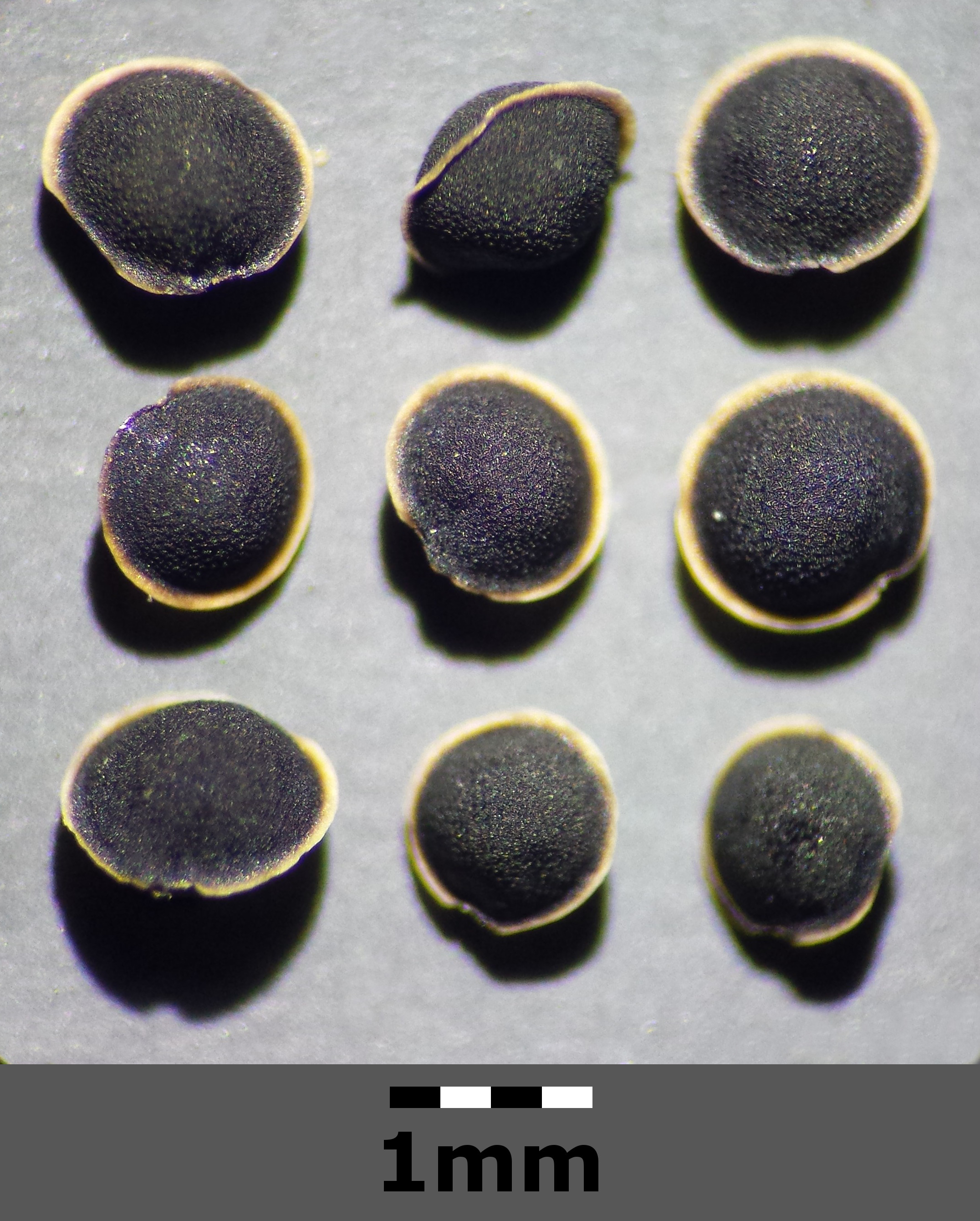
Semillas

## Descripción
Planta anual de hasta 50 cm, de crecimiento erecto o postrado y muy ramificada desde la base. Las hojas sin pecíolo surgen de los entrenudos, son lineales, estrechas y algo carnosas, glabras o con vellosidad glandular. Pueden ser pegajosas al tacto. Inflorescencia muy ramosa con pequeñas flores blancas, de 7-9 mm de diámetro de cinco pétalos con los sépalos ovados un poco más largos. Las diminutas semillas (1-2 mm) son circulares con alas todo alrededor, de color gris a negro. Florece desde principios de la primavera hasta el otoño.

## Distribución y hábitat
Distribuida por toda Europa y partes de Asia como en Siberia, India. También se encuentra en África central. Pero también se ha introducido en toda América y Asia Oriental como especie invasora.
Puede ocupar diversos hábitats: tierras de cultivo, márgenes de caminos, dunas, jardines y huertos.

## Taxonomía
Spergula arvensis fue descrita por Carlos Linneo y publicado en Species Plantarum 1: 440. 1753.
Citología
Número de cromosomas de Spergula arvensis (Fam. Caryophyllaceae) y táxones infraespecíficos: 2n=18
Sinonimia
- Spergula sativa Boenn.[5]
- Alsine arvensis Crantz
- Arenaria arvensis Wallr.
- Spergula linicola Boreau
- Spergula maxima Weihe
- Spergula maxima Weihe ex Boenn.
- Spergula sativa subsp. linicola O. Schwartz
- Spergula vulgaris Boenn.
- Spergularia arvensis (L.) Cambess.
- Spergularia maxima G.Don[6]

## Nombres comunes
- Castellano: esparcilla, zanca de rana.[7]